# ダルコ・ディミトロフ
ダルコ・ディミトロフ（マケドニア語:Дарко Димитров / Darko Dimitrov、 1973年1月21日 - ）はマケドニア共和国のソングライター、作曲家、音楽プロデューサー。ユーゴスラビア社会主義連邦共和国、マケドニア社会主義共和国スコピエ（現マケドニア共和国）出身、マケドニア共和国をはじめバルカン半島諸国のポップ・ミュージック全般に強い影響力を持つプロデューサーとなっている。

## 出自
ダルコ･ディミトロフは1973年、現在のマケドニア共和国の首都スコピエに生まれた。父親は歌手で作曲家のスラヴェ・ディミトロフ（Slave Dimitrov）、祖父はオペラや伝統音楽の歌手ブラゴヤ・ペトロフ・カラギュレ（Blagoja Petrov Karagjule）という音楽家の多い一族に生まれた。マケドニア音楽アカデミーを卒業後は一家のレコーディング・スタジオであるストゥディオ・ディミトロヴィ(Studio Dimitrovi)で彼の父、および兄弟のオリヴェル(Oliver)と共に働くようになる。オリヴェルはスカ・バンドSuperhiksのデビューアルバムのプロデュースなどで知られる人物である。

## 来歴
初期のころに手がけた代表作のひとつに、ラップ・グループNulta Pozitivによる「Otvori go pendžerčeto」(窓を開けろ)がある。
1990年代にはヒップ・ホップやポップ・ラップを主に手がけていたが、やがてその分野はポップ・ミュージックへと広がっていった。1990年代後半以降、彼が楽曲をプロデュースしたアーティストとしては、カロリーナ・ゴチェヴァ、トシェ・プロエスキ、カリオピ、ヨヴァン・ヨヴァノフ（Jovan Jovanov）、マルティン・ヴチッチ、タマラ・トデフスカ、ティヤナ・ダプチェヴィッチ、ヴラド・ヤネフスキ、ヴルチャク、マヤ・グロズダノフスカ・パンチェヴァ（Maja Grozdanovska Pančeva、ダルコ・ディミトロフの妻）、ゲンタ・イスマイリ、レオノラ・ヤクピ、アニェザ・シャヒニ、レディナ・チェロ、そして2007年のユーロビジョン・ソング・コンテスト優勝者マリヤ・シェリフォヴィッチなどの名が挙がる。
1999年、彼がプロデュースした楽曲を集めたコンピレーション・アルバム100% hits - The Best of Darko Dimitrovは、マケドニアのレコード売り上げ記録を更新するヒットとなった。
また、彼の楽曲はバルカン半島諸国の有名な多くの音楽フェスティバルに参加している。その例として、マケドニア共和国のスコピエのスコピエ・フェスト、シュティプの「Makfest」、オフリドのオフリド・フェスト、モンテネグロのスンチャネ・スカレやブドヴァ音楽祭、セルビアの「FERAS」、トルコの「Pamukkale Festival」ルーマニアのチェルブル・デ・アウル国際音楽祭、アルバニアのケンガ・マジケなどがある。
2006年のユーロビジョン・ソング・コンテストでマケドニア代表としてエレナ・リステスカが歌った曲「Ninanajna」はダルコ･ディミトロフがプロデュースしたものであり、この曲は同コンテストで決勝12位となった。これは、同コンテストのマケドニアの順位として過去最高である。
ディミトロフはIvo Jankovskiとともに音楽プロダクション会社M2プロダクションを設立、マケドニアの音楽グループ「Leb i Sol」、「Arhangel」、「Anastazija」のマネージャも務める。M2は何度かタレント・ショー番組を製作、同番組からはエレナ・リステスカのほかにランベ・アラバコスキ、Aleksandra Pileva、4play、Emil Arsov、トゥーナといったスターたちが生まれている。
北マケドニア以外に、セルビア、アルバニア、モンテネグロ、ジョージアなどのユーロビジョン・ソング・コンテストの参加曲のソングライターを務めたこともある。

## ディスコグラフィー
- ディスコグラフィー (Wikipedia英語版へのリンク)